# Чемпіонат світу з трекових велоперегонів 2014 — омніум (жінки)
Змагання з омніуму серед жінок на Чемпіонаті світу з трекових велоперегонів 2014 відбулись 1–2 березня. У них взяли участь 17 велогонщиць. Загальні результати визначались додаванням очок, зароблених у всіх шести дисциплінах; велогонщиця з найнижчим загальним показником виграла золоту медаль.

## Медалісти
| Золото | Сара Гаммер (USA)      |
| Срібло | Лора Тротт (GBR)       |
| Бронза | Аннетт Едмондсон (AUS) |

## Результати

### Гіт з ходу на 250 м
Гіт з ходу на 250 м відбувся о 12:40.
| Місце | Ім'я                 | Країна          | Час    |
| ----- | -------------------- | --------------- | ------ |
| 1     | Аннетт Едмондсон     | Австралія       | 14.027 |
| 2     | Сара Гаммер          | США             | 14.165 |
| 3     | Лора Тротт           | Велика Британія | 14.211 |
| 4     | Марліс Мехіас        | Куба            | 14.256 |
| 5     | Жольєн Д'Ор          | Бельгія         | 14.321 |
| 6     | Лорі Бертон          | Франція         | 14.465 |
| 7     | Лейре Олаберрія      | Іспанія         | 14.518 |
| 8     | Катаржина Павловська | Польща          | 14.550 |
| 9     | Лора Браун           | Канада          | 14.559 |
| 10    | Тамара Балаболіна    | Росія           | 14.719 |
| 11    | Сакура Цукаґоші      | Японія          | 14.808 |
| 12    | Сімона Фраппорті     | Італія          | 14.892 |
| 13    | Дяо Сяо Цзюань       | Гонконг         | 14.951 |
| 14    | Альжбета Павлендова  | Словаччина      | 15.076 |
| 15    | Дженні Сальседо      | Колумбія        | 15.141 |
| 16    | Катерина Баразна     | Білорусь        | 15.228 |
| 17    | Ганна Соловей        | Україна         | 15.394 |

### Гонка за очками
Гонка за очками відбулась о 15:00.
| Місце | Ім'я                 | Країна          | Очки |
| ----- | -------------------- | --------------- | ---- |
| 1     | Сара Гаммер          | США             | 25   |
| 2     | Дженні Сальседо      | Колумбія        | 22   |
| 3     | Лора Тротт           | Велика Британія | 14   |
| 4     | Жольєн Д'Ор          | Бельгія         | 13   |
| 5     | Катаржина Павловська | Польща          | 13   |
| 6     | Катерина Баразна     | Білорусь        | 4    |
| 7     | Ганна Соловей        | Україна         | 3    |
| 8     | Тамара Балаболіна    | Росія           | 3    |
| 9     | Лора Браун           | Канада          | 0    |
| 10    | Дяо Сяо Цзюань       | Гонконг         | 0    |
| 11    | Аннетт Едмондсон     | Австралія       | −11  |
| 12    | Лейре Олаберрія      | Іспанія         | −14  |
| 13    | Лорі Бертон          | Франція         | −14  |
| 14    | Сімона Фраппорті     | Італія          | −15  |
| 15    | Марліс Мехіас        | Куба            | −17  |
| 16    | Альжбета Павлендова  | Словаччина      | −18  |
| 17    | Сакура Цукаґоші      | Японія          | −20  |

### Гонка на вибування
Гонка на вибування відбулась о 22:03.
| Місце | Ім'я                 | Країна          |
| ----- | -------------------- | --------------- |
| 1     | Сара Гаммер          | США             |
| 2     | Жольєн Д'Ор          | Бельгія         |
| 3     | Аннетт Едмондсон     | Австралія       |
| 4     | Лора Тротт           | Велика Британія |
| 5     | Лейре Олаберрія      | Іспанія         |
| 6     | Лора Браун           | Канада          |
| 7     | Дженні Сальседо      | Колумбія        |
| 8     | Тамара Балаболіна    | Росія           |
| 9     | Лорі Бертон          | Франція         |
| 10    | Катаржина Павловська | Польща          |
| 11    | Альжбета Павлендова  | Словаччина      |
| 12    | Катерина Баразна     | Білорусь        |
| 13    | Сімона Фраппорті     | Італія          |
| 14    | Сакура Цукаґоші      | Японія          |
| 15    | Марліс Мехіас        | Куба            |
| 16    | Дяо Сяо Цзюань       | Гонконг         |
| 17    | Ганна Соловей        | Україна         |

### Індивідуальна гонка переслідування
Індивідуальна гонка переслідування відбулась о 12:20.
| Місце | Ім'я                 | Країна          | Час      |
| ----- | -------------------- | --------------- | -------- |
| 1     | Сара Гаммер          | США             | 3:32.761 |
| 2     | Лора Тротт           | Велика Британія | 3:33.885 |
| 3     | Катаржина Павловська | Польща          | 3:36.599 |
| 4     | Лора Браун           | Канада          | 3:37.045 |
| 5     | Аннетт Едмондсон     | Австралія       | 3:37.106 |
| 6     | Ганна Соловей        | Україна         | 3:37.904 |
| 7     | Тамара Балаболіна    | Росія           | 3:38.367 |
| 8     | Лейре Олаберрія      | Іспанія         | 3:39.412 |
| 9     | Сімона Фраппорті     | Італія          | 3:40.437 |
| 10    | Жольєн Д'Ор          | Бельгія         | 3:41.305 |
| 11    | Марліс Мехіас        | Куба            | 3:41.445 |
| 12    | Дженні Сальседо      | Колумбія        | 3:45.630 |
| 13    | Лорі Бертон          | Франція         | 3:46.027 |
| 14    | Дяо Сяо Цзюань       | Гонконг         | 3:48.147 |
| 15    | Катерина Баразна     | Білорусь        | 3:48.647 |
| 16    | Сакура Цукаґоші      | Японія          | 3:49.577 |
| 17    | Альжбета Павлендова  | Словаччина      | 3:50.849 |

### Скретч
Скретчевий заїзд відбувся о 15:40.
| Місце | Ім'я                 | Країна          | Кола відставання |
| ----- | -------------------- | --------------- | ---------------- |
| 1     | Дяо Сяо Цзюань       | Гонконг         |                  |
| 2     | Катерина Баразна     | Білорусь        | −1               |
| 3     | Аннетт Едмондсон     | Австралія       | −1               |
| 4     | Лорі Бертон          | Франція         | −1               |
| 5     | Сара Гаммер          | США             | −1               |
| 6     | Лора Тротт           | Велика Британія | −1               |
| 7     | Лейре Олаберрія      | Іспанія         | −1               |
| 8     | Жольєн Д'Ор          | Бельгія         | −1               |
| 9     | Альжбета Павлендова  | Словаччина      | −1               |
| 10    | Катаржина Павловська | Польща          | −1               |
| 11    | Тамара Балаболіна    | Росія           | −1               |
| 12    | Ганна Соловей        | Україна         | −1               |
| 13    | Марліс Мехіас        | Куба            | −1               |
| 14    | Сімона Фраппорті     | Італія          | −1               |
| 15    | Лора Браун           | Канада          | −1               |
| 16    | Сакура Цукаґоші      | Японія          | −1               |
| 17    | Дженні Сальседо      | Колумбія        | −1               |

### Гіт з місця на 500 м
Гіт з місця на 500 м відбувся о 16:25.
| Місце | Ім'я                 | Країна          | Час    |
| ----- | -------------------- | --------------- | ------ |
| 1     | Аннетт Едмондсон     | Австралія       | 34.995 |
| 2     | Лора Тротт           | Велика Британія | 35.456 |
| 3     | Марліс Мехіас        | Куба            | 35.516 |
| 4     | Сара Гаммер          | США             | 35.571 |
| 5     | Лорі Бертон          | Франція         | 35.607 |
| 6     | Жольєн Д'Ор          | Бельгія         | 35.757 |
| 7     | Лейре Олаберрія      | Іспанія         | 35.916 |
| 8     | Тамара Балаболіна    | Росія           | 35.997 |
| 9     | Лора Браун           | Канада          | 36.352 |
| 10    | Дженні Сальседо      | Колумбія        | 36.765 |
| 11    | Дяо Сяо Цзюань       | Гонконг         | 36.816 |
| 12    | Сімона Фраппорті     | Італія          | 36.894 |
| 13    | Катаржина Павловська | Польща          | 36.978 |
| 14    | Сакура Цукаґоші      | Японія          | 37.136 |
| 15    | Катерина Баразна     | Білорусь        | 37.464 |
| 16    | Ганна Соловей        | Україна         | 37.722 |
| 17    | Альжбета Павлендова  | Словаччина      | 38.124 |

### Фінальна класифікація
Після всіх дисциплін.
| Місце | Ім'я                 | Країна          | Очки |
| ----- | -------------------- | --------------- | ---- |
| 1     | Сара Гаммер          | США             | 14   |
| 2     | Лора Тротт           | Велика Британія | 20   |
| 3     | Аннетт Едмондсон     | Австралія       | 24   |
| 4     | Жольєн Д'Ор          | Бельгія         | 35   |
| 5     | Лейре Олаберрія      | Іспанія         | 46   |
| 6     | Катаржина Павловська | Польща          | 49   |
| 7     | Лорі Бертон          | Франція         | 50   |
| 8     | Лора Браун           | Канада          | 52   |
| 9     | Тамара Балаболіна    | Росія           | 52   |
| 10    | Марліс Мехіас        | Куба            | 61   |
| 11    | Дженні Сальседо      | Колумбія        | 63   |
| 12    | Дяо Сяо Цзюань       | Гонконг         | 65   |
| 13    | Катерина Баразна     | Білорусь        | 66   |
| 14    | Сімона Фраппорті     | Італія          | 74   |
| 15    | Ганна Соловей        | Україна         | 75   |
| 16    | Альжбета Павлендова  | Словаччина      | 84   |
| 17    | Сакура Цукаґоші      | Японія          | 88   |